# Bahnhof Hachiōji
Der Bahnhof Hachiōji (jap. 八王子駅, Hachiōji-eki) ist ein Bahnhof auf der japanischen Insel Honshū. Der bedeutende Verkehrsknotenpunkt wird von der Bahngesellschaft JR East betrieben und befindet sich in der Präfektur Tokio auf dem Gebiet der Stadt Hachiōji.

## Verbindungen
Hachiōji ist ein Trennungsbahnhof, in dem die Chūō-Hauptlinie (Shinjuku–Shiojiri) und die Chūō-Schnellbahnlinie (Shinjuku–Takao) parallel verlaufen. Hier zweigen die Yokohama-Linie nach Machida und Yokohama sowie die Hachikō-Linie nach Takasaki ab. Alle vier Linien werden von der Bahngesellschaft JR East betrieben.
In Hachiōji halten sämtliche auf der Chūō-Hauptlinie verkehrenden Schnellzüge. Täglich bilden 18 Zugpaare des Azusa (あずさ) einen Stundentakt von Shinjuku über Kōfu und Shiojiri nach Matsumoto; einzelne Züge verkehren über diese Endpunkte hinaus nach Tokio, Minami-Otari und Chiba. Zwölfmal täglich verbindet der Eilzug Kaiji (かいじ) Shinjuku mit Kōfu, hinzu kommen täglich zwei Eilzugpaare Fuji Kaiyū (富士回遊) von Shinjuku nach Kawaguchiko. Außerdem verbindet der Narita Express (成田エクスプレス) einmal täglich Takao mit dem Flughafen Tokio-Narita. Der Verkehr auf der Chūō-Schnellbahnlinie ist sehr dicht und besteht aus einem komplexen System von Eil- und Nahverkehrszügen mit Zugfolgen von wenigen Minuten. Ausgangspunkte sind in der Regel Tokio im Osten sowie Takao und Ōtsuki im Westen. Manche Züge verkehren über Ōtsuki hinaus nach Kawaguchiko. Der Nahverkehrszug Musashino (むさしの) verkehrt dreimal täglich zunächst von Hachiōji nach Kunitachi, erreicht über eine Güterzweigstrecke die Musashino-Linie und befährt diese bis Ōmiya.
Auf der Yokohama-Linie verkehren Eilzüge alle 20 Minuten von Hachiōji über Yokohama nach Sakuragichō. Im Nahverkehr gibt es einen Zehn-Minuten-Takt zwischen Hachiōji und Yokohama, wobei häufig in Higashi-Kanagawa umgestiegen werden muss. Während der Hauptverkehrszeit fahren einzelne Züge ab Hashimoto auf der Sagami-Linie nach Chigasaki. Regionalzüge auf der Hachikō-Linie verkehren tagsüber alle 20 bis 30 Minuten nach Komagawa, wo sie in vielen Fällen nach Kawagoe durchgebunden werden (durchgehende Verbindungen nach Tachikawa gibt es keine).
Auf beiden Bahnhofsvorplätzen stehen Busterminals, die von mehreren Dutzend Linien der Gesellschaften Nishi Tokyo Bus, Keiō Dentetsu Bus und Kanagawa Chūō Kōtsū bedient werden, ebenso von Nachtbussen und Flughafenzubringern. Etwa 400 m nordöstlich des Bahnhofs Hachiōji befindet sich der Bahnhof Keiō-Hachiōji, die Endstation der Keiō-Linie.

## Anlage
Der Bahnhof steht im Stadtteil Asahichō am Südrand des Stadtzentrums. Die Anlage ist von Osten nach Westen ausgerichtet und besitzt 13 Gleise, von denen sechs dem Personenverkehr dienen. Diese liegen an drei überdachten Mittelbahnsteigen. Während an den zwei nördlichen Bahnsteigen die Gleise durchgehend verlegt sind, enden sie am südlichsten Bahnsteig von Osten her kommend stumpf. Letzterer ist Endstation von Zügen auf der Yokohama-Linie. Am Südrand der Anlage betreibt JR Freight einen Güterbahnhof mit fünf Gleisen, der überwiegend dem Wagenladungsverkehr dient. Der Güterbahnhof war einst bedeutend größer: Die östliche Hälfte wird heute als Lagerplatz für Containertransporte per Lastkraftwagen genutzt, die Gleise in diesem Bereich wurden entfernt. Östlich des Bahnhofs zweigt von der Hachikō-Linie ein Anschlussgleis ab, das ein Stück weit parallel zur Chūō-Hauptlinie verläuft und ein Tanklager des Unternehmens Japan Oil Terminal erschließt.
Über den Personenbahnhof im Norden spannt sich das Empfangsgebäude in Form eines Reiterbahnhofs, von dem aus Fahrstühle und Rolltreppen zu den Bahnsteigen führen. Südlich an den Reiterbahnhof schließt sich eine breite Fußgängerpassage über den Güterbahnhof an. Diese stellt eine Verbindung zwischen dem nördlichen und südlichen Bahnhofsvorplatz her, ohne dass dabei Bahnsteigsperren passiert werden müssen. Zwei weitere überdachte Fußgängerbrücken verbinden die Bahnsteigen untereinander. In den Bahnhofskomplex sind zwei Einkaufszentren integriert, die beide den Namen CELEO Hachiōji tragen und von einer Tochtergesellschaft von JR East betrieben werden. Sie umfassen mehrere Dutzend Läden und Restaurants. Das nördliche ist zehn Stockwerke hoch, das südliche fünf Stockwerke. Darum herum gruppieren sich jeweils mehrere Einkaufszentren anderer Unternehmen sowie öffentliche Einrichtungen.
Im Fiskaljahr 2018 nutzten durchschnittlich 85.003 Fahrgäste täglich den Bahnhof.

## Bilder

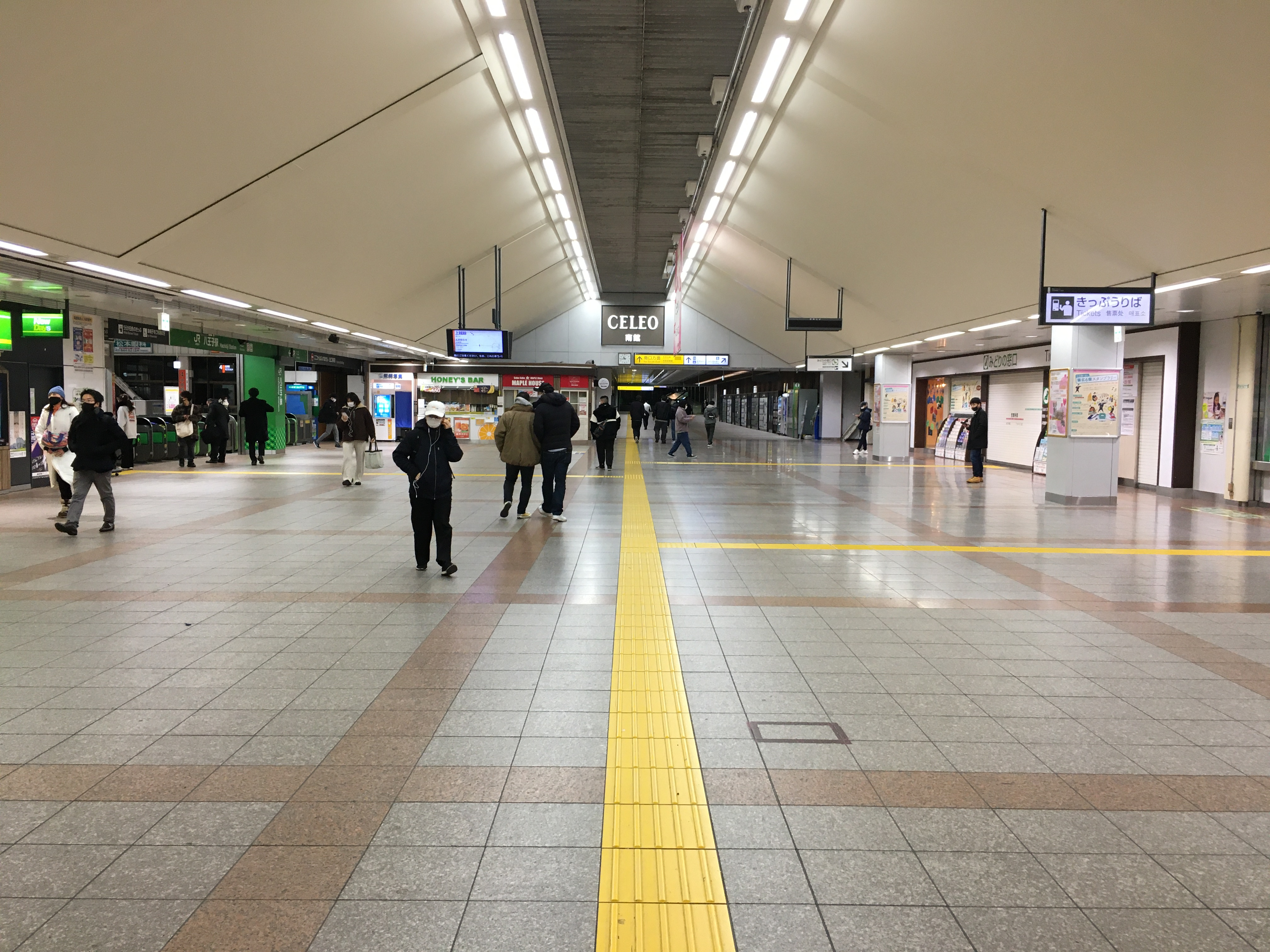
Verteilerebene
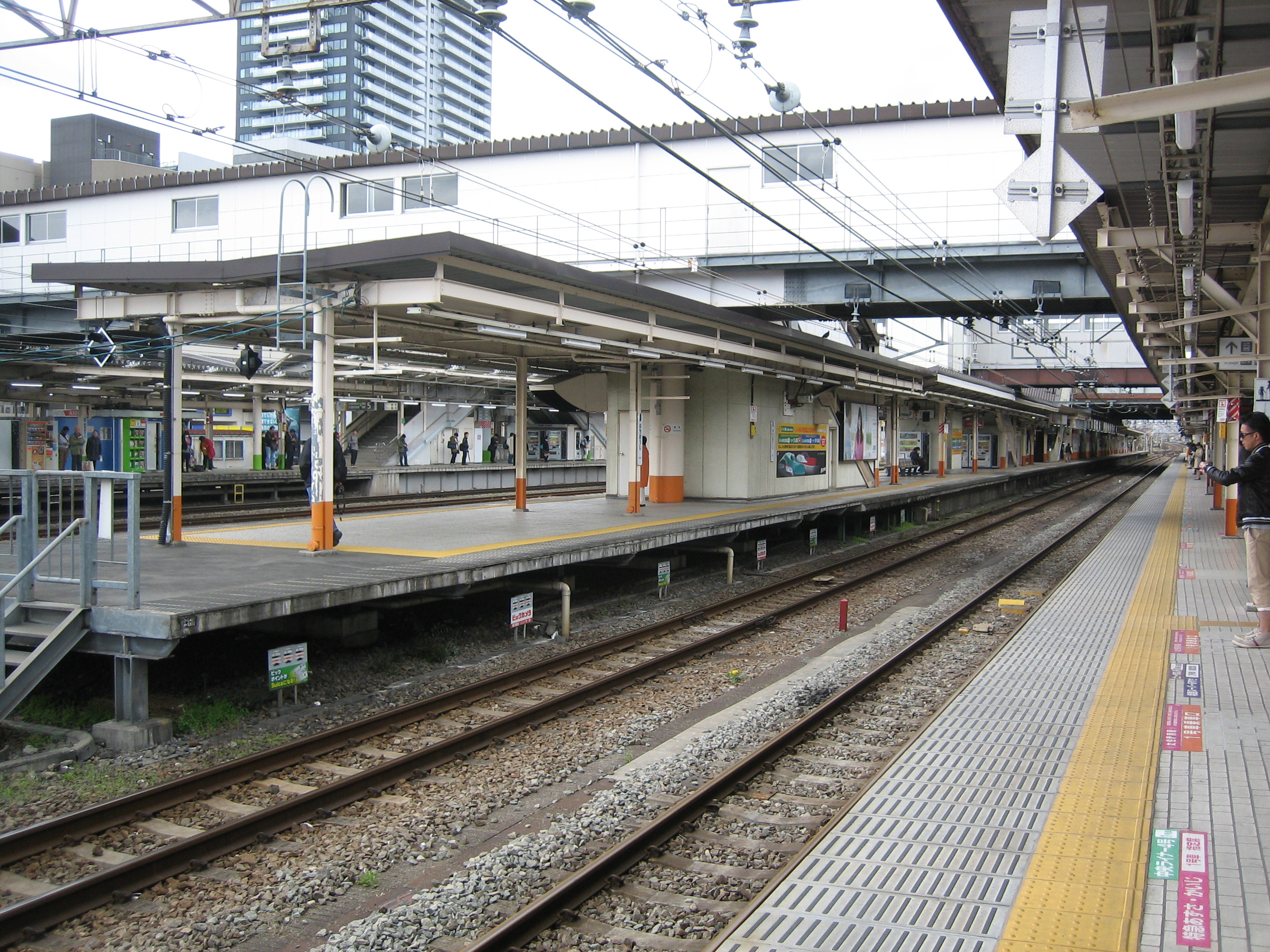
Bahnsteige
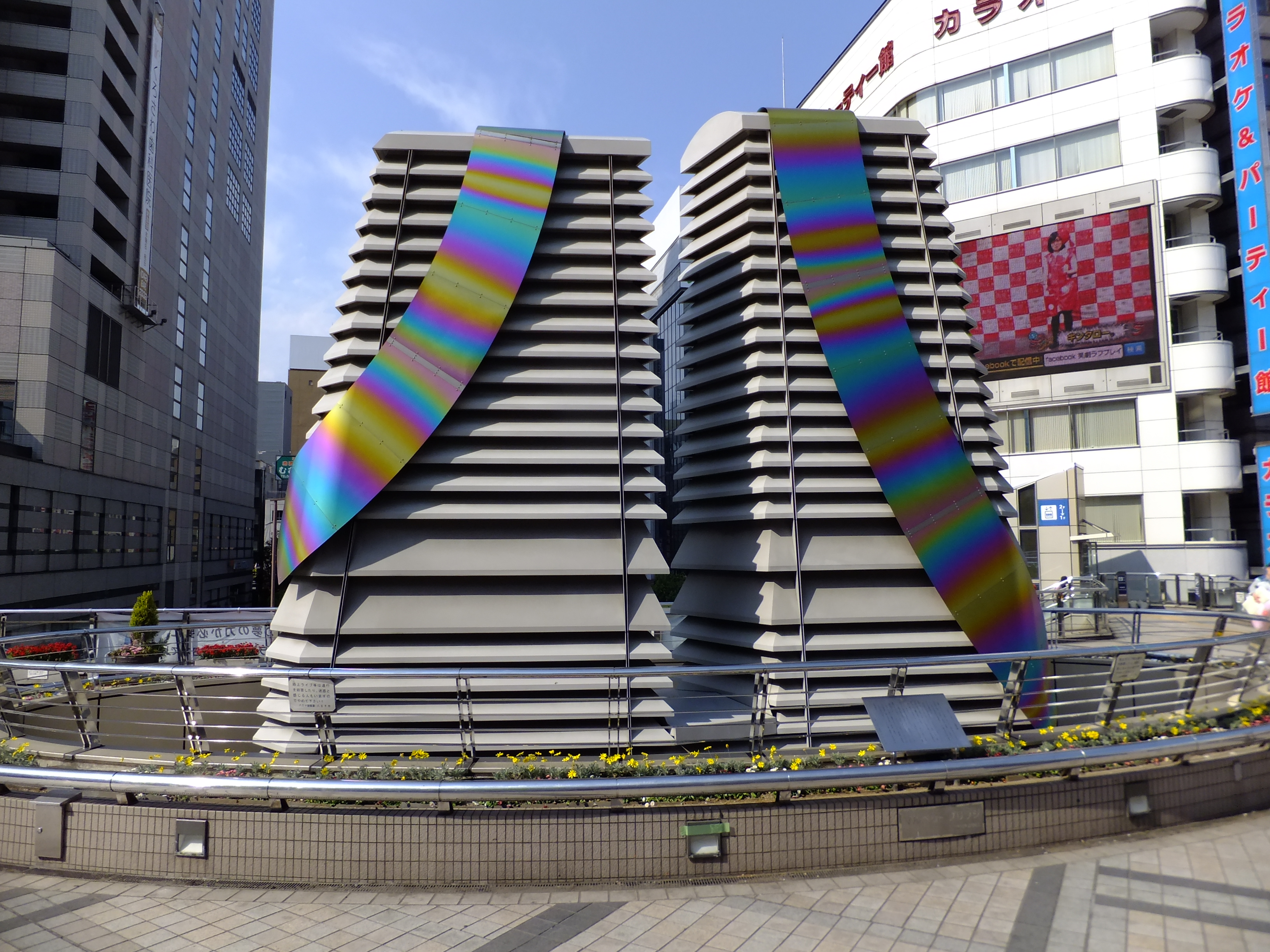
Denkmal zur Erinnerung an die Seidengewebeindustrie beim Nordeingang
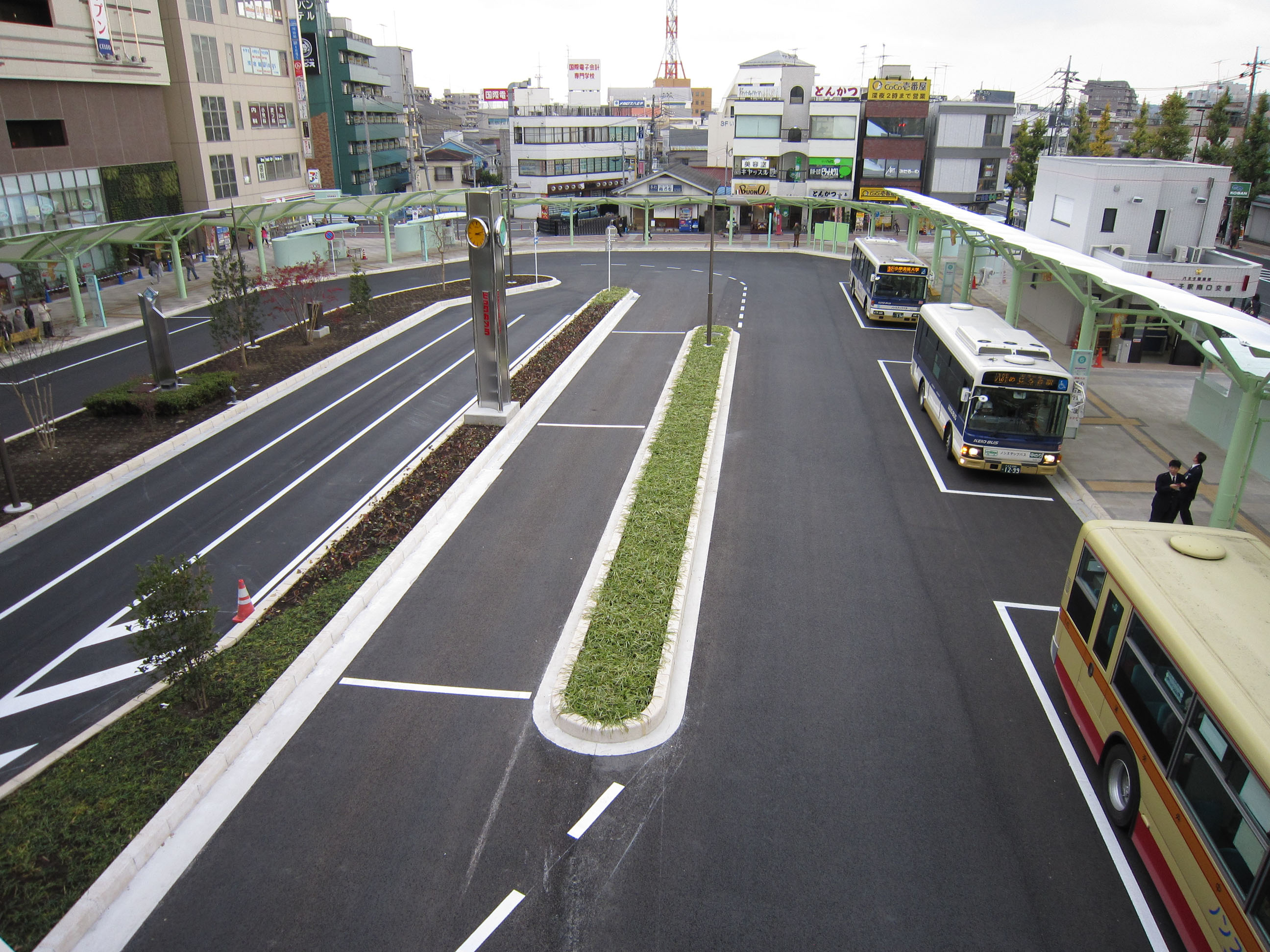
Südlicher Busbahnhof

## Gleise
| 1     | ▉ Hachikō-Linie         | Haijima • Komagawa • Tachikawa                 |
| 1     | ▉ Kawagoe-Linie         | Haijima • Komagawa • Kawagoe                   |
| 2     | ▉ Chūō-Schnellbahnlinie | Tachikawa • Mitaka • Nakano • Shinjuku • Tokio |
| 3     | ▉ Chūō-Schnellbahnlinie | vereinzielte hier beginnende Zugläufe          |
| 4     | ▉ Chūō-Schnellbahnlinie | Takao • Kōfu • Shiojiri • Matsumoto            |
| 5 • 6 | ▉ Yokohama-Linie        | Hashimoto • Machida • Yokohama                 |
| 5 • 6 | ▉ Sagami-Linie          | Hashimoto • Ebina • Chigasaki                  |

## Linien
| Verlauf der Chūō-Schnellbahnlinie |
| --- |
| Tokyo –Kanda • Ochanomizu • Yotsuya • Shinjuku • Nakano • Kōenji • Asagaya • Ogikubo • Nishi-Ogikubo • Kichijōji • Mitaka • Musashi-Sakai • Higashi-Koganei • Musashi-Koganei • Kokubunji • Nishi-Kokubunji • Kunitachi • Tachikawa • Hino • Toyoda • Hachiōji • Nishi-Hachiōji • Takao |

| Verlauf der Hachikō-Linie |
| --- |
| Hachiōji • Kita-Hachiōji • Komiya • Haijima • Higashi-Fussa • Hakonegasaki • Kaneko • Higashi-Hannō • Komagawa • Moro • Ogose • Myōkaku • Ogawamachi • Takezawa • Orihara • Yorii • Yōdo • Matsuhisa • Kodama • Tanshō • Gunma-Fujioka • Kita-Fujioka • Kuragano • Takasaki |

| Verlauf der Yokohama-Linie |
| --- |
| Higashi-Kanagawa • Ōguchi • Kikuna • Shin-Yokohama • Kozukue • Kamoi • Nakayama • Tōkaichiba • Nagatsuta • Naruse • Machida • Kobuchi • Fuchinobe • Yabe • Sagamihara • Hashimoto • Aihara • Hachiōji-Minamino • Katakura • Hachiōji |

## Geschichte
Am 11. August 1889 verlängerte die private Bahngesellschaft Kōbu Tetsudō ihre vier Monate zuvor eröffnete Strecke Shinjuku–Tachikawa bis nach Hachiōji. Der damalige Kopfbahnhof befand sich nordöstlich des heutigen Standorts. Die staatliche Eisenbahnverwaltung (das spätere Eisenbahnministerium) nahm am 1. August 1901 die Strecke von Hachiōji über Takao nach Uenohara in Betrieb, ebenso einen neuen Bahnhof rund 150 m westlich des heutigens. Fünf Jahre später, am 1. Oktober 1906, wurde die Kōbu Tetsudō verstaatlicht. Am 23. September 1908 eröffnete die Yokohama Tetsudō (am 1. Oktober 1917 ebenfalls verstaatlicht) das Teilstück Hachiōji–Higashi-Kanagawa der Yokohama-Linie. Das Eisenbahnministerium elektrifizierte am 20. Dezember 1930 die Chūō-Hauptlinie und am 10. Dezember 1931 eröffnete es das erste Teilstück der Hachikō-Linie zwischen Hachiōji und Higashi-Hannō. Wegen des zweigleisigen Ausbaus der Chūō-Hauptlinie erhielt der Bahnhof 1937 seinen endgültigen Standort. Von 1932 bis 1938 bestand Anschluss an die Straßenbahnlinie der Musashi Chūō Denki Tetsudō.
Beim Flächenbombardement der United States Army Air Forces auf die Stadt Hachiōji am 2. August 1945 brannte das Empfangsgebäude nieder. Bereits einen Tag später konnte der Verkehr wiederaufgenommen werden und am 6. Oktober war ein temporärer Ersatzbau vollendet. Die Japanische Staatsbahn nahm am 15. April 1952 ein neues Empfangsgebäude in Betrieb. Dieses genügte nach einem Vierteljahrhundert den gestiegenen Ansprüchen jedoch nicht mehr. Es wich dem neuen Bahnhofs- und Einkaufskomplex Hachiōji now, der am 1. November 1983 in Betrieb ging. Aus Kostengründen stellte die Staatsbahn am 1. November 1986 die Gepäckaufgabe ein, am 1. April 1987 ging der Bahnhof im Zug der Staatsbahnprivatisierung in den Besitz der neuen Gesellschaft JR East über. Nachdem die Chūō-Hauptlinie und die Yokohama-Linie bereits 1930 bzw. 1941 elektrifiziert worden waren, folgte 1996 die Teilelektrifizierung der Hachikō-Linie. Am 11. November 2010 wurde an der Südseite des Bahnhofs ein weiteres Einkaufszentrum namens CELEO Hachiōji eröffnet. Gleichzeitig erhielt auch das nördliche Einkaufszentrum ebenfalls diesen Namen.